# Jean-Jacques Keller (fondeur)
Cet article concerne le fondeur. Pour le pédagogue, voir Jean-Jacques Keller (pédagogue).

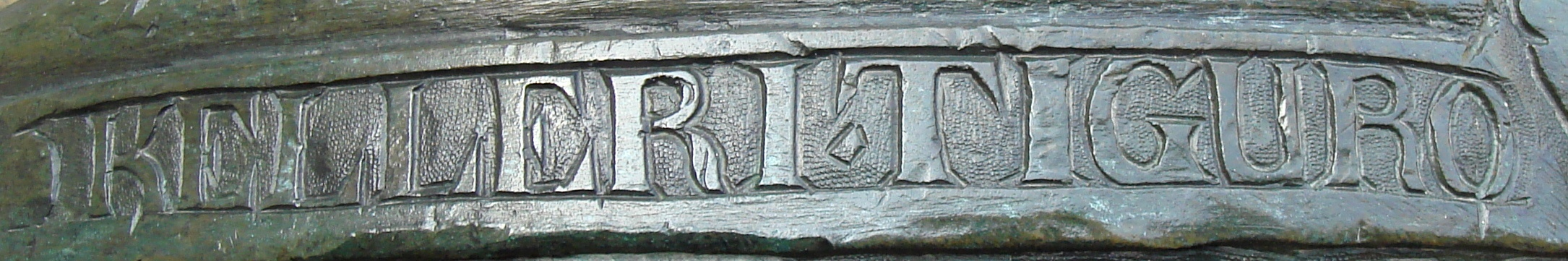
Signature de Jean-Jacques Keller sur un canon de 1683 : Kelleri Tiguro (c’est-à-dire « Keller le Tigurin » ; les Tigurini étaient une famille de la région de Zurich.

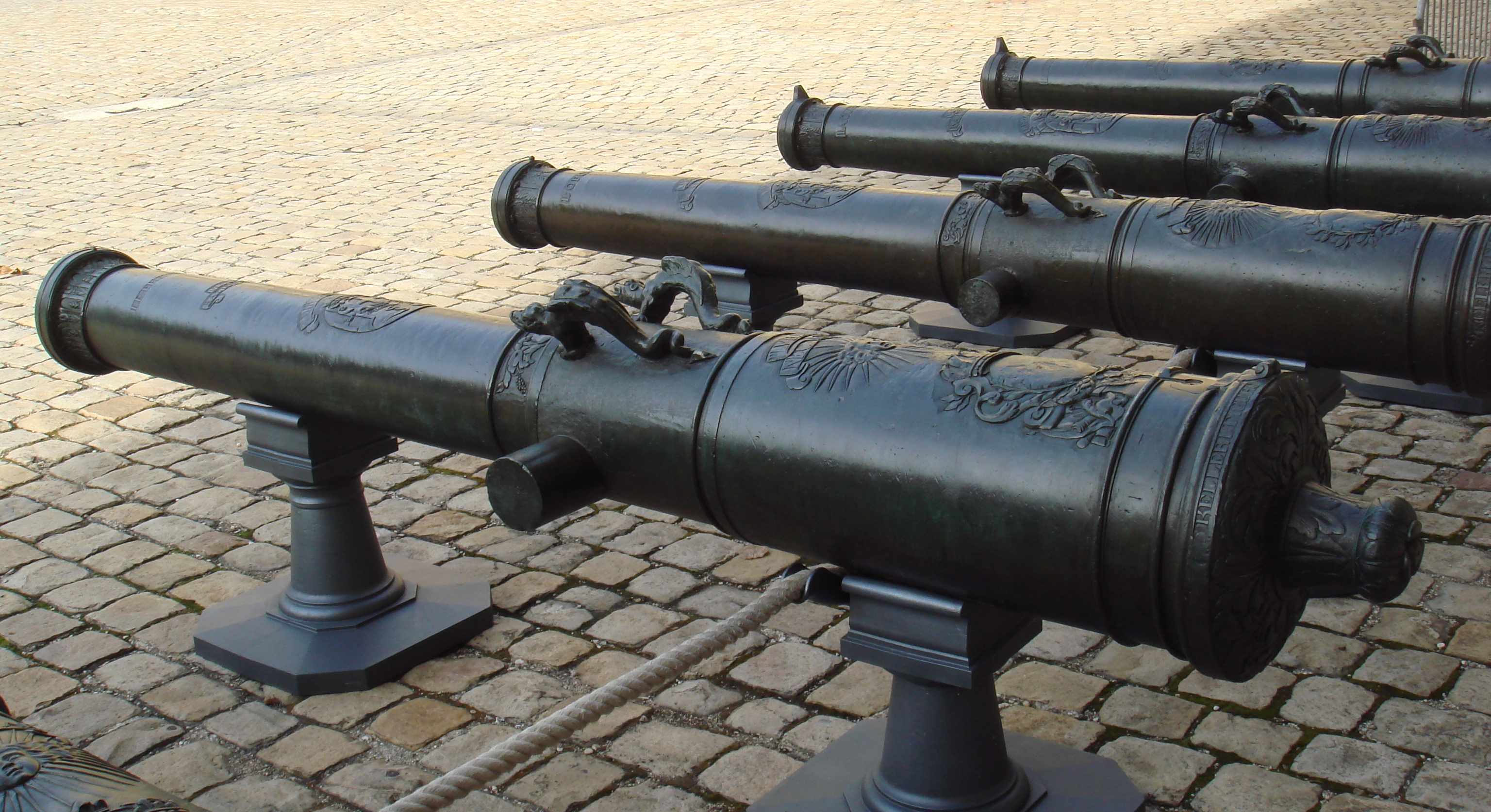
Canons Keller, Les Invalides.

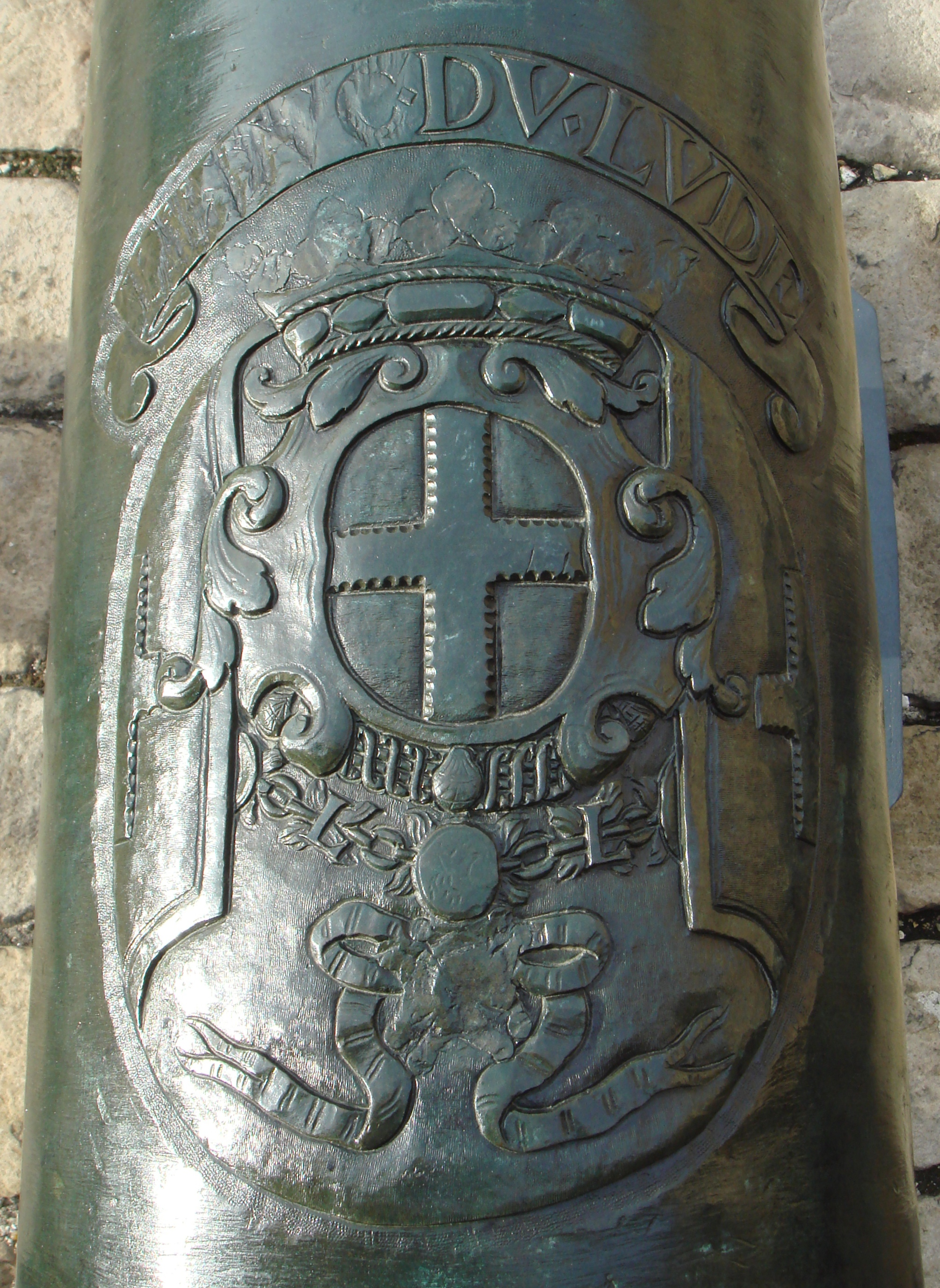
Emblème sur un canon.

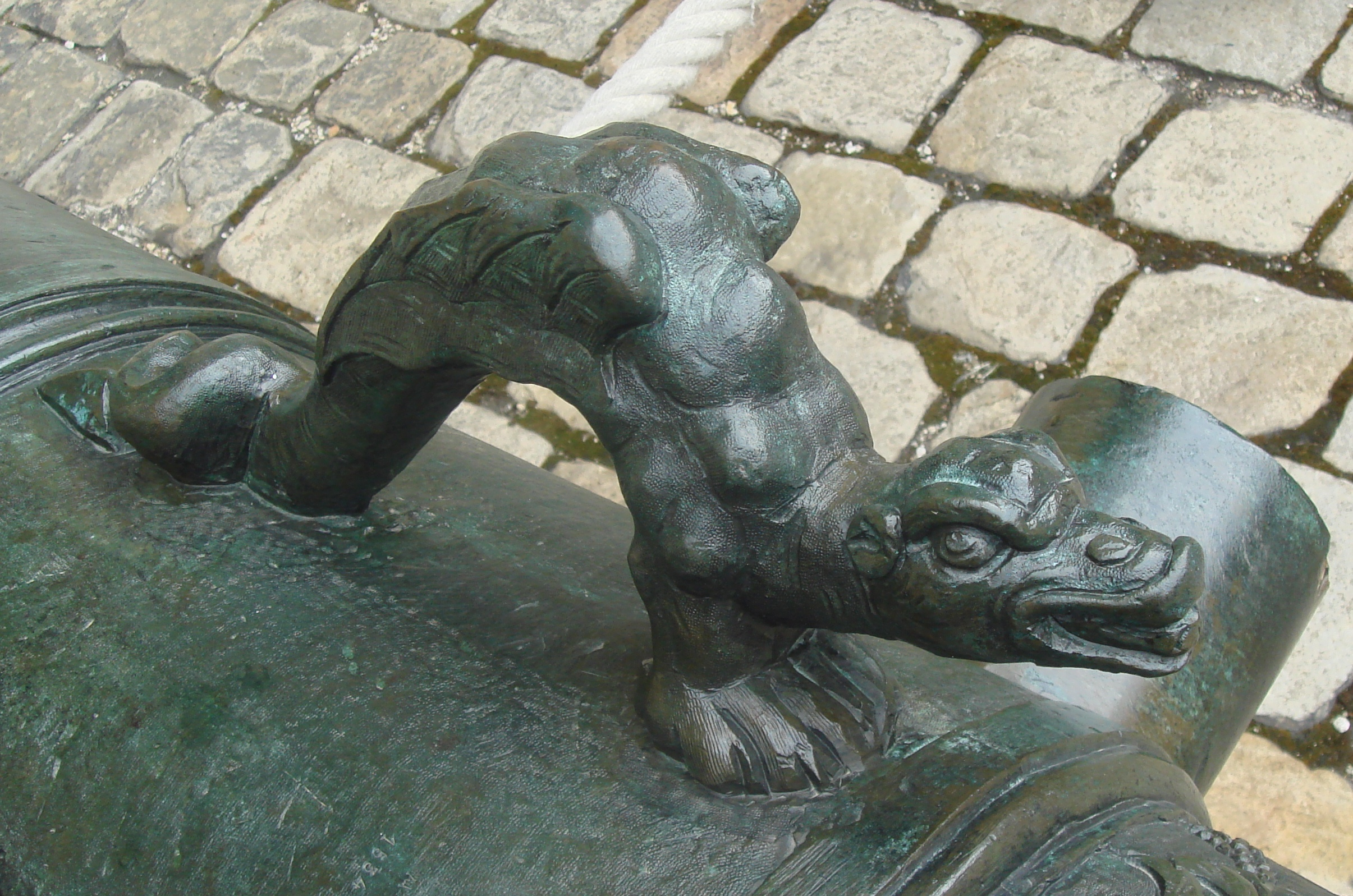
Dragonne du canon Le Protecteur.

Jean-Jacques Keller, né à Zurich le 17 décembre 1635 et mort en 1700 à Colmar, est un orfèvre et fondeur suisse naturalisé français. Avec son frère Jean-Balthazar Keller (1638-1702), qui le rejoignit en France en 1660, il est considéré comme l'un des meilleurs fondeurs de la France du Grand Siècle.

## Biographie
Jean-Jacques Keller vom Steinbock, dit Keller le Tigurini (du nom de la tribu helvétique des Tigurins/Tigurini), naît à Zurich dans une famille patricienne de la ville, fils de Johann-Balthasar Keller vom Steinbock (1603-1657) et de Verena Wetzel (1617-1679). Il apprit l'orfèvrerie puis, sur proposition de Jean-Baptiste Colbert, il s'installe en France, avec son frère Jean-Balthazar, en 1654. Ils furent chargés, en 1669, de créer une première fonderie de canons à Douai. Leur entreprise s'inscrivait parfaitement dans le programme de modernisation de l'artillerie et de l'armée voulu par Louvois en 1666. Louis XIV les naturalisa en 1674. Ils établirent des fonderies de canons à Besançon, Pignerol, et sur une île du Rhin face à Brisach ; celle-ci dut être démolie en 1679 pour permettre l’édification de la Ville-Neuve de Brisach, la "ville de paille" qui fut rasée vingt ans plus tard, lors de la perte du Brisgau. Tombé en disgrâce en 1678 sur un rapport de Vauban dans lequel il est dit « que les pièces de Keller ne valent rien et se rompent comme des poteries de terre ». Il s’en défendit sans succès en publiant un mémoire de ce qui s’est passé au fait des fontes de canons, se disant victime d’une cabale. Puis Il perdit la faveur du ministère après l'explosion de l'un de ses canons en 1694. Il fut remplacé au poste de commissaire des fontes par son frère, qui s'était reconverti dans les bronzes d'art.
Jean-Jacques Keller fut nommé, en 1700, procureur fiscal de Biesheim avec résidence à Colmar. Avec son frère, il coula de nombreuses statues pour le parc de Versailles et une statue équestre de Louis XIV à Paris. Il se convertit au catholicisme avant de mourir.
Keller révolutionna la technique française de coulée des canons en remplaçant la perce par la coulée avec un noyau en plâtre réfractaire. Cette technique ne fut abandonnée qu'en 1732 avec l'adoption du système Vallière et l’alésage Maritz.
Les frères Keller, qui au cours de leur carrière coulèrent des centaines de canons, eurent donc une influence déterminante sur la pratique des arts du feu en France.

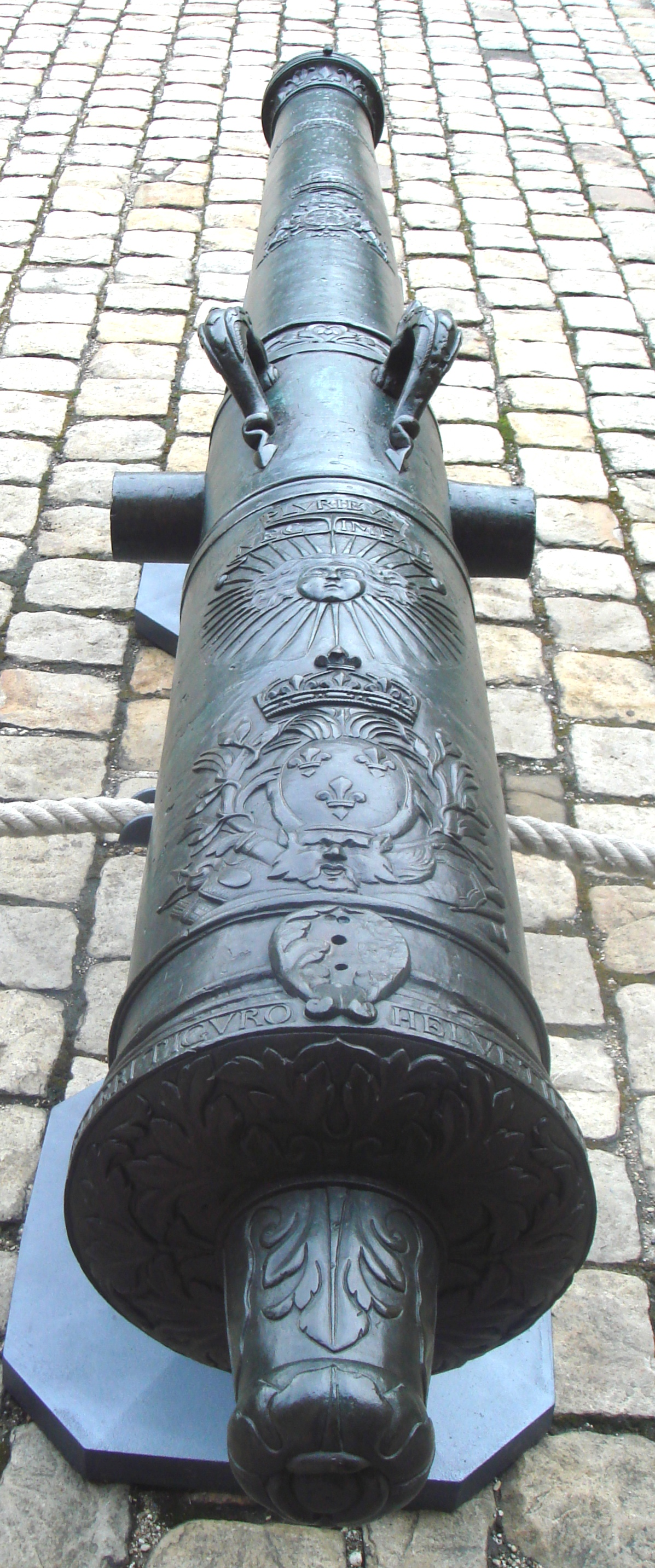
Canon de 12 livres Le Solide. Calibre : 121 mm. Longueur : 310 cm. Poids : 1,586 kg. (1688)
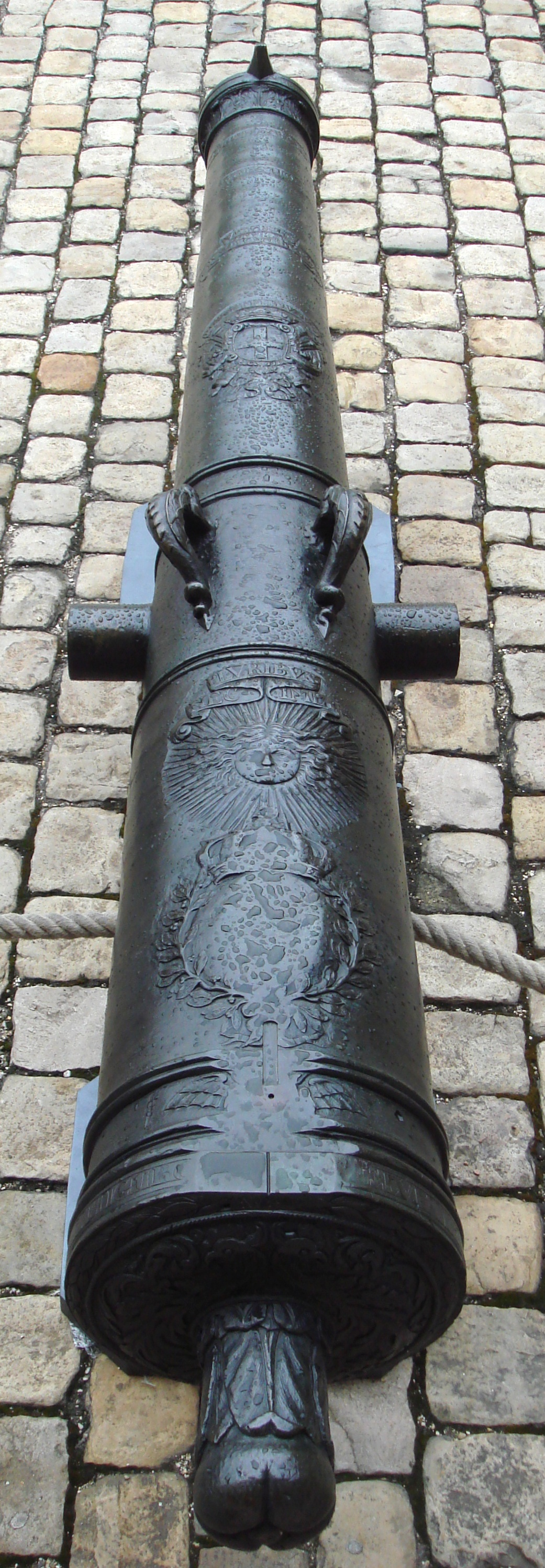
Canon de 16 Le Combattant. Calibre : 134 mm. Longueur : 310 cm. Poids : 2,369 kg. (1674)
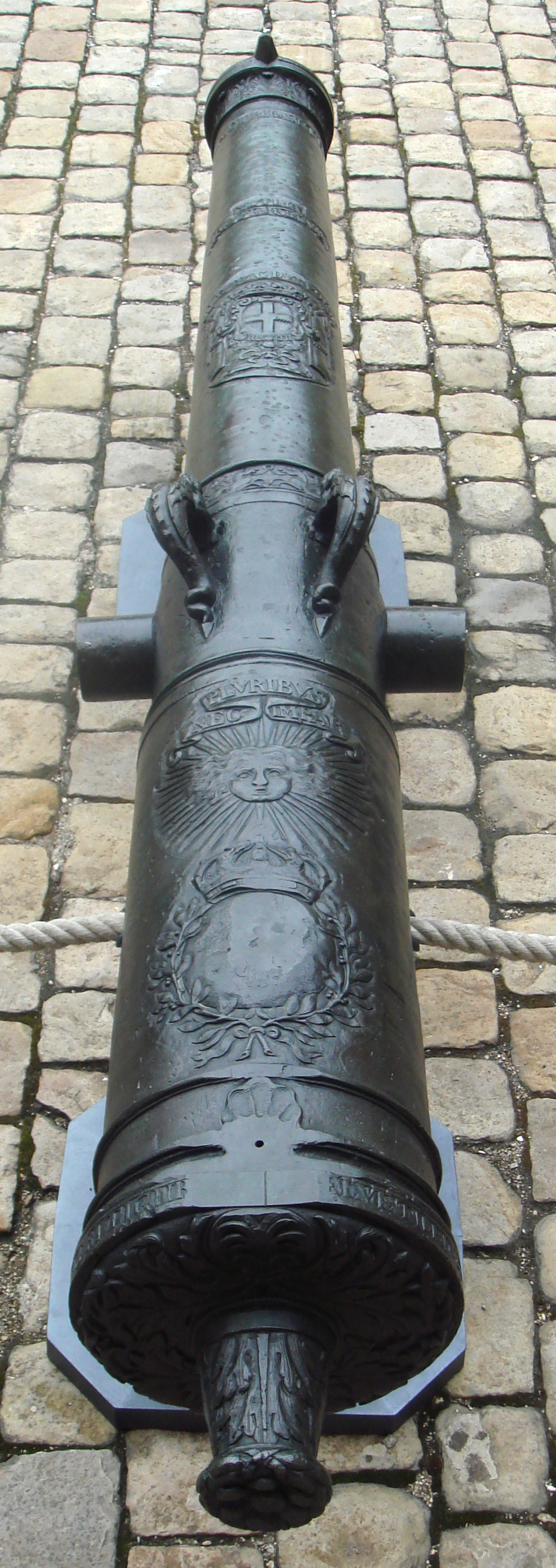
Canon de 16 La Curiosité. Calibre : 134 mm. Longueur : 310 cm. Poids : 1,968 kg. (1679)